# St. Hubertus (Dönstedt)

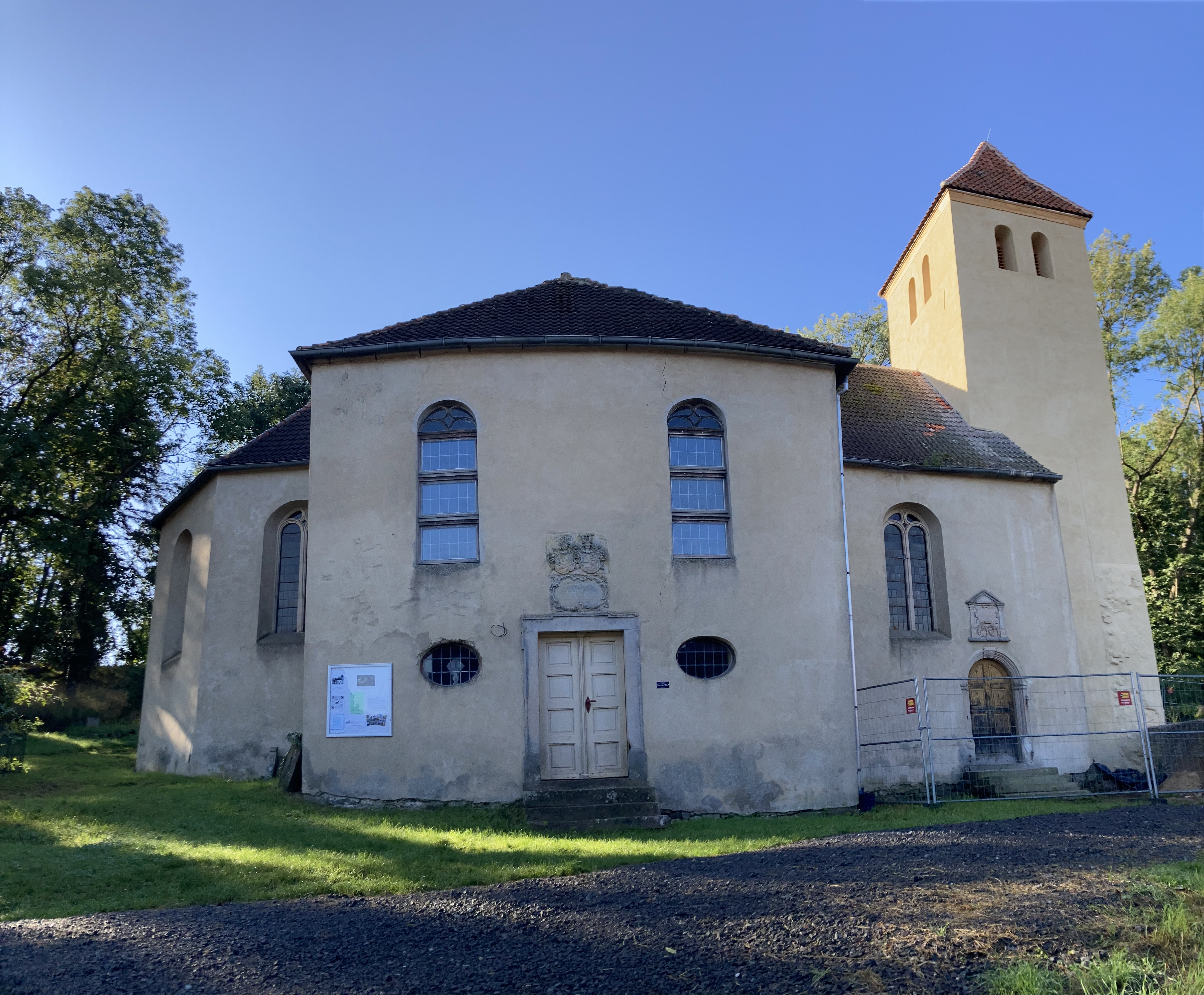
Gutskirche Dönstedt in Bebertal nach der Sanierung des Turmes

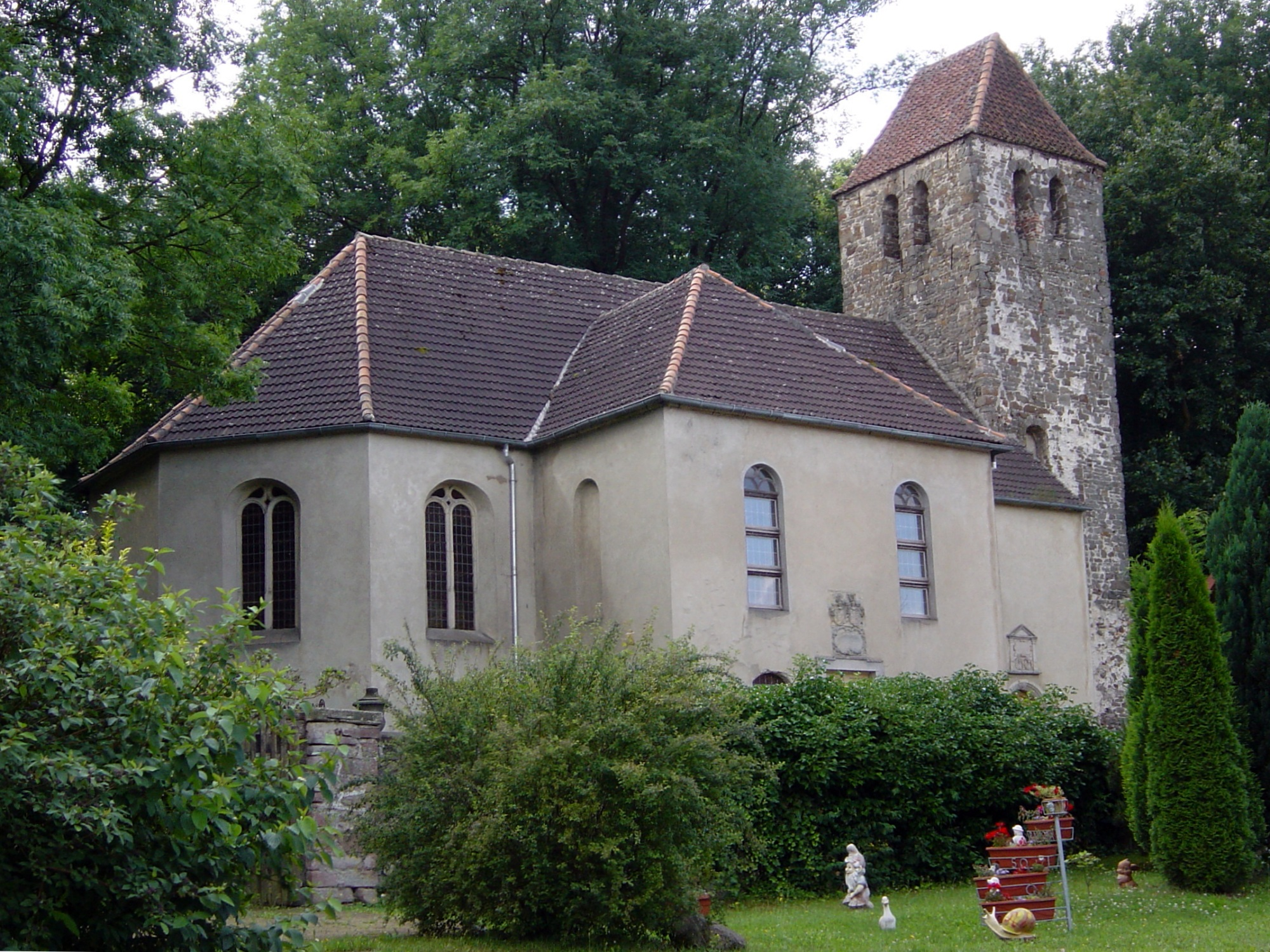
Gutskirche Dönstedt in Bebertal vor der Sanierung des Turmes

St. Hubertus ist eine denkmalgeschützte evangelisch-lutherische Gutskirche in Dönstedt, einem Ortsteil von Bebertal im Landkreis Börde in Sachsen-Anhalt. Sie steht auf dem Friedhof am Berghang südlich des Ortes. Seit 2013 bemühte sich die Kirchengemeinde Bebertal um eine Sanierung der Kirche und wurde dabei seit September 2021 durch den neu gegründeten Förderverein „Gutskirche Dönstedt“ e. V. unterstützt. Seit 2015 wurde die Kirche erstmals nach Jahrzehnten wieder genutzt. Im August 2021 wurde die Kirche zur Kirche des Monats gewählt und 2022 belegte bei der Wahl zur Kirche des Jahres den 3. Platz. Im Februar 2022 wurde das Dach des Kirchenschiffes durch einen Sturm stark beschädigt. Von September 2022 bis August 2023 wurde der stark beschädigte romanische Westturm saniert. Am 23. September 2023 wurde die Glocke nach 13 Jahren in einem Festgottesdienst wieder in Betrieb genommen und die Kirche erhielt den Namen St. Hubertus.

## Architektur und Geschichte
Bei dem Kirchenbau handelt es sich um einen nur an der Vorderfront verputzten Feldsteinbau mit dreiseitigem Ostschluss, welcher 1597 an einen schmaleren (von der Hauptstraße aus sichtbaren) romanischen Westturm aus der Zeit Anfang des 12. Jahrhunderts angefügt wurde. 1734 erfolgte der Anbau der Herrschaftsloge an der Nordseite. Die hölzernen Maßwerkfenster entstanden in Anlehnung an die spätgotischen Fenster des Schiffes. Über dem Nordportal befindet sich die Stifterinschrift in architektonischer Renaissance-Rahmung.
Das Innere ist fast vollständig verwüstet bzw. entfernt. Nur Reste der früheren Ausstattung sind noch zu erkennen. Die Deckengestaltung ist in Form eines Spiegelgewölbes ausgeführt. Die Westempore stammt aus der Zeit des Umbaus. Der Kanzelaltar mit seitlichen Durchgängen ist streng architektonisch in korinthischer Pilasterordnung, mit Akanthuswangen. Eingefügt in die Brüstung der Kanzeltreppe ist Barock-Malerei um 1660, wahrscheinlich vom Orgelprospekt. Die kelchförmige polygonale Taufe aus Sandstein, die wohl um 1597 entstand, ist mit Reliefs (an der Kuppa Christus zwischen Kindern und 5 Frauen) versehen, von Rollwerk gerahmt und am Schaft mit Beschlagwerk gestaltet. Ein bronzener Hängeleuchter aus dem Jahr 1730, ein Marmor-Epitaph für A. H. v. Schenk († 1761) über der allegorisch gerahmten Inschriftkartusche Kronos zwischen Engelköpfen (wohl von Johann Jakob Hennicke aus Magdeburg) und ein Alabaster-Grabmal für E. A. Schenk († 1777), antikisierend, mit Urnenaufsatz und Krieger, davor zierliches schmiedeeisernes Gitter (bezeichnet J. H. Kromberg, Potsdam) zählten zur Ausstattung.
Nach mehreren Jahrzehnten ohne Nutzung wurde die Kirche 2015 wieder für einen Taufgottesdienst und ein Hubertuskonzert genutzt. Zuvor war der Schutt aus der Kirche geräumt worden.